# 후나오카역 (미야기현)
후나오카역(일본어: 船岡駅)은 일본 미야기현 시바타군 시바타정에 있는 동일본 여객철도 도호쿠 본선의 역이다. 상대식 승강장 2면 2선의 구조를 지닌 지상역이며, 직영역으로서 쓰키노키역을 관리하고 있다.

## 타는 곳
| 1 | ■ 도호쿠 본선 | (상행) | 시로이시 · 후쿠시마 · 고리야마 방면 |
| 2 | ■ 도호쿠 본선 | (하행) | 이와누마 · 나토리 · 센다이 방면     |

## 이용 현황
| 연도     | 하루 평균 승차 인원 | 연도     | 하루 평균 승차 인원 |
| 2000년도 | 3,234               | 2006년도 | 3,170               |
| 2001년도 | 3,262               | 2007년도 | 3,135               |
| 2002년도 | 3,224               | 2008년도 | 3,128               |
| 2003년도 | 3,248               | 2009년도 | 3,135               |
| 2004년도 | 3,193               | 2010년도 | 3,125               |
| 2005년도 | 3,189               |          |                     |
| -------- | ------------------- | -------- | ------------------- |

## 역 주변
- 센다이 대학
- 가쿠다 우주센터
- 시바타 정청
- 미야기 현립 후나오카 지원학교
- JA 미야기 센난 후나오카
- 시치주시치 은행 후나오카 지점

## 인접 정차역
| 도호쿠 본선            | 도호쿠 본선   | 도호쿠 본선          |
| ---------------------- | ------------- | -------------------- |
| 오가와라 후쿠시마 방면 | ■ 도호쿠 본선 | 쓰키노키 센다이 방면 |